# Мисевичи (Берестовицкий район)
Мисевичи (бел. Місявічы) — деревня в Берестовицком районе Гродненской области Белоруссии. Входит в состав Эйсмонтовского сельсовета.

## География
Деревня находится в западной части Гродненской области, на левом берегу реки Веретейки, к востоку от автодороги Р-99, на расстоянии приблизительно 19 километров (по прямой) к северо-северо-западу от городского посёлка Большая Берестовица, административного центра района. Абсолютная высота — 111 метров над уровнем моря. Площадь населённого пункта — 0,0877 км².

## История
По состоянию на 1905 год, в Мисевичах проживало 50 человек. В административном отношении деревня входила в состав Индурской волости Гродненского уезда Гродненской губернии.
Согласно Рижскому мирному договору (1921), деревня вошла в состав межвоенной Польши. Входила в состав гмины Вельке-Эйсымонты Гродненского повета Белостокского воеводства. В 1921 году числилось 93 жителя, проживавших в 16 домах. В этническом составе населения того периода поляки составляли 89,2 % и белорусы — 10,8 %. В конфессиональном составе населения преобладали католики (88,2 %) и православные христиане (11,8 %).
С 1939 года в БССР.

## Население
По данным переписи 2019 года, в деревне проживало 9 человек.
| Год  | Население, человек |
| ---- | ------------------ |
| 1905 | 50                 |
| 1921 | ↗ 93               |
| 2009 | ↘ 11               |
| 2019 | ↘ 9                |